# Luxemburg-Bahnhofsviertel

Bahnhofsviertel in Luxemburg-Stadt

Das Bahnhofsviertel (luxemburgisch Garer Quartier, französisch Gare) ist ein Stadtteil im Zentrum von Luxemburg-Stadt. Ende 2018 lebten 10.741 Personen im Quartier. Die Fläche des Stadtteils beträgt 105 Hektar.

## Sehenswürdigkeiten
Im Stadtteil befinden sich der Bahnhof Luxemburg und die Villa Pauly. An der Avenue de la Liberté steht das ehemalige Hauptgebäude der ARBED.